# Elisabetta Brusa

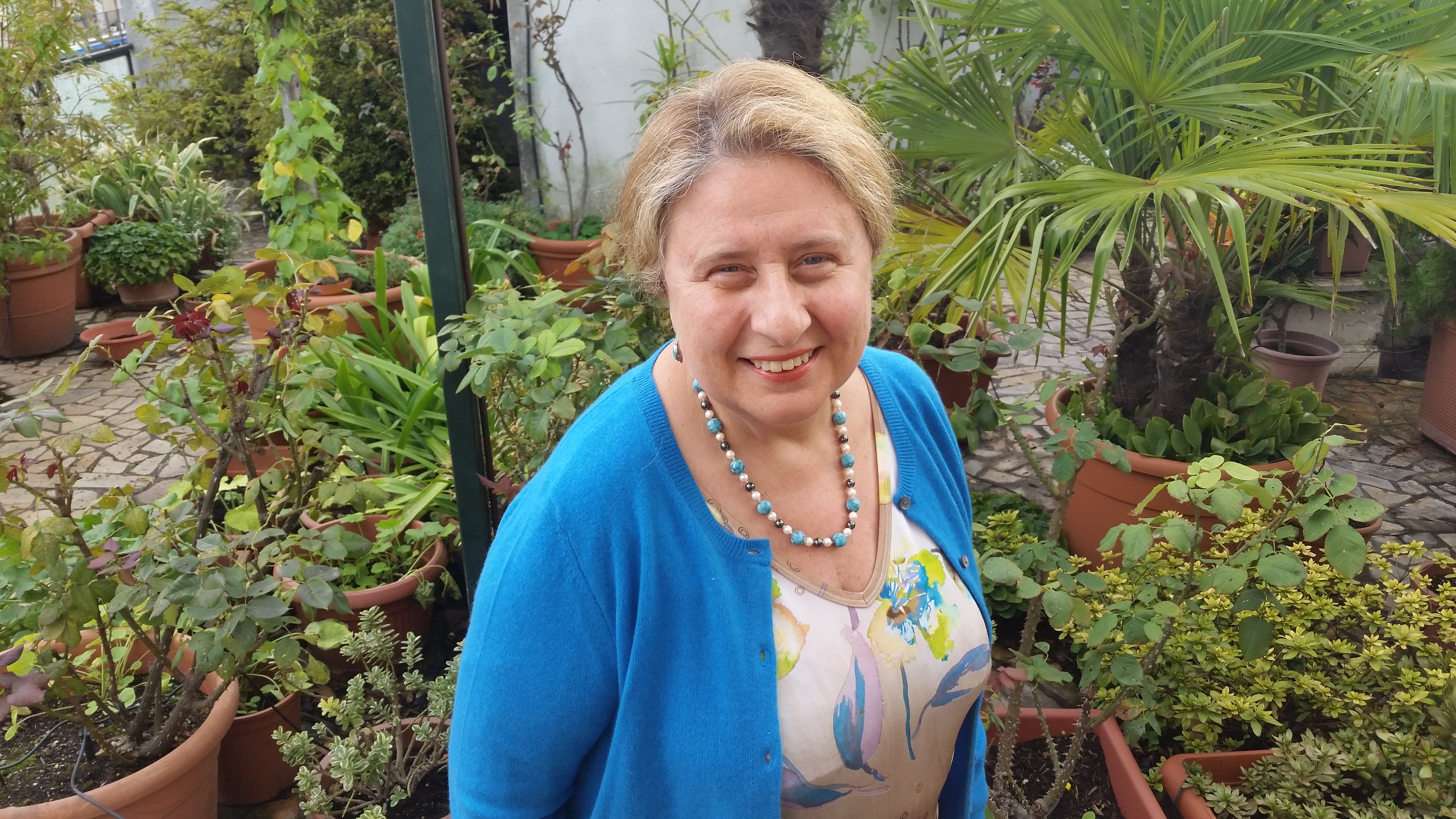
Elisabetta Brusa in 2015.

Elisabetta Olga Laura Brusa (Milaan, 3 april 1954) is een Italiaans-Britse componiste.

## Loopbaan
Brusa werd geboren in Milaan en componeerde als kind al diverse stukjes voor piano. Ze studeerde aan het conservatorium in haar geboortestad bij Bruno Bettinelli en behaalde in 1980 haar diploma compositie. Daarna volgde ze compositielessen aan de Engelse Darlington Summer School of Music, aan het Amerikaanse Tanglewood Music Center en bij Hans Keller in Londen. In 1982 won ze met haar strijkkwartet de eerste prijs in het Washington International Competition for Composition. In de jaren daarna bouwde ze langzaam aan haar reputatie, die ze vooral opbouwde met orkestmuziek.
Grotere bekendheid behaalde ze aan het begin van de nieuwe eeuw, toen het label Naxos haar orkestwerken ging uitbrengen, als deel van de serie "21st Century Classics". Uiteindelijk zou de serie vijf cd's beslaan.

## Werk
Brusa componeert in een redelijk toegankelijke stijl met duidelijke neoromantische elementen. In een werk als Messidor roept ze bewust de sfeer op van Mendelssohns Ein Sommernachtstraum, terwijl haar werk Florestan een directe verwijzing naar Schumann is.
Pandiatoniek (het naast en door elkaar gebruiken van alle tonen van de diatonische toonladder) speelt in veel van haar werken een grote rol; hiermee doet haar werk soms denken aan Benjamin Britten.

## Privé
Brusa is sinds 1997 getrouwd met dirigent Gilberto Serembe.